# Muhammad Šáh Kádžár
Muhammad Šáh Kádžár (persky محمد شاه قاجار‎‎; 5. ledna 1808 – 5. září 1848) byl třetí perský šáh z rodu Kádžárovců. Vládl od 23. října 1834 do své smrti. Na počátku své vlády probíhaly reformy, rychle však přešel ke konzervativnímu autoritativnímu stylu. V době jeho vlády se v zemi šířil bábismus, proti němuž bojoval vyšší šíitský klérus.